# Paura di volare (romanzo)
Paura di volare è un romanzo scritto da Erica Jong nel 1973, che divenne famoso per la controversa rappresentazione della sessualità femminile.
Il romanzo è scritto in prima persona: la narrazione è condotta dalla protagonista, Isadora Zelda White Stollerman Wing, una poetessa di 29 anni che ha pubblicato due libri di poesie erotiche. Durante un viaggio a Vienna con il marito, Isadora decide di assecondare le sue fantasie sessuali con un altro uomo. Il tono del racconto è informale ed è la storia del tentativo da parte di Isadora di trovare il proprio posto nel mondo accademico, come studiosa femminista e, più in generale, nell'ambiente della letteratura.
Jong ha smentito che si tratti di un romanzo autobiografico ma ha ammesso che contiene elementi autobiografici. Ad ogni modo, un articolo del New Yorker riporta che la sorella dell'autrice, Suzanna Daou (cognome alla nascita: Mann), ha riconosciuto se stessa durante una conferenza nel 2008 come ispirazione del personaggio di Isadora Wing, e ha definito il libro come il racconto della sua vita mentre si trovava in Libano.

## Trama
È la storia di una scrittrice trentenne, sposata infelicemente con uno psicoanalista freudiano cinese, che durante un congresso di psicoanalisti a Vienna incontra un "guastatore", Adrian, psicoanalista lainghiano inglese, hippie e libertino, con cui fuggirà per l'Europa alla ricerca di se stessa.
La protagonista racconterà ad Adrian tutta la propria vita sentimentale, analizzandosi e facendosi analizzare nel tentativo di superare tutte le sue paure, compresa quella di volare.

## Critica
Il romanzo ha venduto oltre 20 milioni di copie in tutto il mondo.

## Edizioni
- Erica Jong, Paura di volare, traduzione di Marisa Caramella, collana I Grandi Tascabili, Bompiani, 2000,  p. 430, ISBN 978-88-452-4610-4.